# Spondias petelotii
Spondias petelotii är en sumakväxtart som först beskrevs av Marie Laure Tardieu och som fick sitt nu gällande namn av A.J.G.H. Kostermans.
Spondias petelotii ingår i släktet Spondias och familjen sumakväxter. Inga underarter finns listade i Catalogue of Life.